# Piedade (São Tomé)
Piedade ist ein Ort im Distrikt Mé-Zóchi auf der Insel São Tomé im Inselstaat São Tomé und Príncipe. 2012 wurden 1408 Einwohner gezählt.

## Geographie
Der Ort liegt auf einer Höhe von ca. 400 m südwelich von Batepá und ca. 2 km westlich der Provinzhauptstadt Trindade. Am Ort befindet sich das Centro de Aperfeiçoamento Técnico Agro-Pecuário (CATAP).